# Gnidrolog
Gnidrolog – zespół muzyczny z Wielkiej Brytanii, utworzony w 1969 roku, grający rock progresywny o rozbudowanym, orkiestrowym brzmieniu z wykorzystaniem wielu instrumentów takich jak: flet, saksofon, róg, obój, itp., przypominający Gentle Giant głównie ze względu na rozbudowane instrumentarium.

## Historia
Historia zespołu zaczęła się w momencie, kiedy do braci Goldringów dołączyli pozostali muzycy i zespół postanowił grać rozwiniętą muzykę progresywną. Efektem tych prób było podpisanie kontraktu płytowego z wytwórnią RCA, dla której zespół w 1972 roku nagrał swój pierwszy i w całości autorski materiał wydany pod tytułem In Spite Of Harry's Toenail.
Do nagrania drugiej płyty grupa przystąpiła z nowymi członkami zespołu: Johnem Earlem – wokalistą grającym na instrumentach dętych oraz Charlotte Fendrich na instrumentach klawiszowych. W następstwie tych zmian druga płyta pozwoliła zespołowi rozwinąć swoje pomysły z debiutu, dzięki czemu powstała płyta dojrzała z dwiema kompozycjami dobrze ocenionymi przez krytykę: I Could Never Be A Soldier oraz tytułowa Lady Lake. Pomimo niezłych recenzji oraz koncertów z bardzo znanymi zespołami, m.in. Colosseum, Gentle Giant, King Crimson czy Wishbone Ash, płyty sprzedawały się słabo, co spowodowało rozwiązanie zespołu. 
Po rozpadzie bracia Goldringowie stworzyli punkrockowy zespół Pork Dukes, a perkusista Nigel Pegrum dołączył do Steeleye Span. Później wszyscy zostali muzykami sesyjnymi, a basista Peter Cowling dołączył do zespołu The Pat Travers Band.
W roku 1999 Gnidrolog zebrał się ponownie, aby nagrać nowy materiał, który został wydany pod tytułem Gnosis. W tym samym roku został wydany archiwalny materiał koncertowy zatytułowany Live 1972 z lipca 1972, zarejestrowany na koncercie w Birmingham.

## Dyskografia
- In Spite Of Harry's Toenail (1972)
- Lady Lake (1972)
- Live 1972 (1999)
- Gnosis (2000)

## Skład
- Stewart Goldring – gitary
- Colin Goldring – śpiew, gitara, saksofon tenorowy, róg, harmonijka
- Nigel Pegrum – perkusja, flet, oboj, instrumenty klawiszowe
- John Earle – saksofon sopranowy, tenorowy, barytonowy, flet, śpiew
- Peter "Mars" Cowling – bas, wiolonczela
- Charlotte Fendrich – instrumenty klawiszowe